# Dom pod trzema daszkami
Dom pod trzema daszkami (ang. The Adventure of the Three Gables) – opowiadanie Arthura Conana Doyle’a o przygodach Sherlocka Holmesa. Pierwsza publikacja w czasopiśmie „Liberty” we wrześniu 1926 (ilustracje Frederic Dorr Steele), kolejna w „The Strand Magazine” w październiku 1926 (ilustracje Howard K. Elcock). Następnie w zbiorze Księga przypadków Sherlocka Holmesa z czerwca 1927. Inne tytuły Willa o trzech daszkach i Tragiczny romans.
Sherlock Holmes dostaje od Mary Maberly, właścicielki willi w Harrow Weald, list z prośbą o pomoc. Do mieszkania na Baker Street wbiega czarnoskóry bokser Stevie Jones. Wygrażając Holmesowi każe mu zrezygnować z tej sprawy. Detektywa (podobnie jak w Nakrapianej przepasce) pogróżki tylko bawią i utwierdzają w przekonaniu o konieczności zbadania sprawy. Powiadamia nieproszonego gościa, że jest podejrzany o zabójstwo. Intruz łagodnieje i pospiesznie opuszcza dom. To członek gangu Spencera Johna wyjaśnia Holmes zdumionemu doktorowi Watsonowi.
Pani Maberly opowiada, iż ostatnimi czasy próbowano kupić jej dom wraz z całym wyposażeniem i rzeczami osobistymi. Znajomy prawnik zwrócił jej uwagę na ten ostatni szczegół. Mimo wysokiej ceny odmówiła. Holmes odkrywa, że służąca pani Maberly, odnosząc na pocztę list do niego, powiadomiła gang.
Detektyw zastanawia się, czy w willi są ukryte jakieś skarby lub dzieła sztuki warte nabycia jej za wysoką cenę.
Następnej nocy w willi następuje włamanie, łupem gangu pada rękopis powieści zmarłego syna pani Maberly. Opisywał dzieje swego romansu z potężną i bogatą kobietą, która w końcu zerwała z nim w sposób dość drastyczny, każąc swym pachołkom obić go na pożegnanie. Z pomocą znajomego dziennikarza – łowcy sensacji Holmes ustala nazwisko tej damy.
Słuchowisko z 1978 r.
Ekranizacja z 1994 r. – Holmes – Jeremy Brett, Watson – Edward Hardwicke.